# Катран Стевена
Катра́н Сте́вена, или Кры́мский хрен (лат. Crámbe steveniána)  — вид рода Катран (Crambe) семейства Капустные (Brassicaceae).
Видовое название получил в честь русского ботаника Христиана Христиановича Стевена.

## Ботаническое описание
Многолетнее травянистое растение высотой до 1 м.
Листья крупные, длиной до 30 см, длинночерешковые, перистораздельные.
Энтомофил. Соцветия рыхлые, раскидистые, собраны по 10-20 цветков. Цветки белые, обоеполые. Цветёт в мае — июне, плодоносит в июле.
Плоды  — четырёхгранные округлые стручочки.

## Распространение и среда обитания
Обитает в Восточной Европе. В России встречается на Северном Кавказе, в Краснодарском крае и в Республике Крым. 
Петрофит, ксеромезофит, гелиофит, гемикриптофит. Обитает на равнинах, склонах, карбонатных породах, чернозёмных почвах, встречается в степных сообществах.

## Охранный статус
Редкий вид. Занесён в Красную книгу России; Красные книги Краснодарского и Ставропольского краёв, а также в Красную книгу Украины.
Вымирает в связи с выпасом скота в местах своего произрастания и сбором населения в пищевых целях.

## Классификация

### Таксономия[5]
Crambe steveniana Rupr., 1869, Fl. Caucasi : 136 
Вид Катран Стевена относится к роду Катран (Crambe) семейства Капустные (Brassicaceae) порядка Капустоцветные (Brassicales). Кладограмма в соответствии с Системой APG IV по состоянию на июнь 2023 года:
|  |                                      |  |                                   |                                   |                     |  | ещё 16 семейств | ещё 16 семейств |                |  |  |  | еще 37 подтвержденных видов и 1 вид, ожидающий подтверждения |
|  |                                      |  |                                   |                                   |                     |  | ещё 16 семейств | ещё 16 семейств |                |  |  |  | еще 37 подтвержденных видов и 1 вид, ожидающий подтверждения |
|  |                                      |  |                                   | порядок Капустоцветные            |                     |  |                 |                 | род Катран     |  |  |  |                                                              |
|  |                                      |  |                                   | порядок Капустоцветные            |                     |  |                 |                 | род Катран     |  |  |  |                                                              |
|  | отдел Цветковые, или Покрытосеменные |  |                                   |                                   | семейство Капустные |  |                 |                 | Катран Стевена |  |  |  |                                                              |
|  | отдел Цветковые, или Покрытосеменные |  |                                   |                                   | семейство Капустные |  |                 |                 |                |  |  |  |                                                              |
|  |                                      |  | ещё 63 порядка цветковых растений | ещё 63 порядка цветковых растений |                     |  |                 | ещё 354 рода    | ещё 354 рода   |  |  |  |                                                              |
|  |                                      |  |                                   | ещё 63 порядка цветковых растений |                     |  |                 |                 | ещё 354 рода   |  |  |  |                                                              |